# 금정초등학교 (전남)
금정초등학교는 대한민국 전라남도 영암군 금정면 용흥리에 있는 공립 초등학교이다.

## 학교 연혁
- 1923년 10월 1일 : 설립인가
- 1924년 2월 1일 : 금정공립보통학교 개교
- 1938년 4월 1일 : 금정공립심상소학교로 개칭
- 1941년 4월 1일 : 금정공립국민학교로 개칭
- 1981년 3월 5일 : 병설유치원 개원
- 1989년 3월 1일 : 청룡분교장, 한대분교장 격하 편입
- 1992년 3월 1일 : 한대분교장 통폐합
- 1994년 9월 1일 : 금정북분교장 격하 편입
- 1996년 3월 1일 : 금정초등학교로 개칭
- 1998년 3월 1일 : 금정북분교장 통폐합
- 1999년 9월 1일 : 초·중학교 통합 운영, 청룡분교장 통폐합
- 2000년 11월 8일 : 중학교 현 위치로 이전
- 2004년 9월 1일 : 제24대 김영칠 교장 부임
- 2012년 9월 1일 : 제29대 신기호 교장 부임

## 참고 자료
- 금정초등학교 - 한국교육학술정보원 학교알리미